# STAT2
ترارساننده پیام و فعال‌کنندهٔ رونویسی شماره ۲ (انگلیسی: Signal transducer and activator of transcription 2) یک فاکتور رونویسی است که در انسان توسط ژن «STAT2» کُد می‌شود.
این پروتئین یکی از اعضای خانوادهٔ پروتئین‌های STAT هستند.